# Дессау, Герман
Ге́рман Десса́у (нем. Hermann Dessau; 6 апреля 1856, Франкфурт-на-Майне — 12 апреля 1931, Берлин) — немецкий историк-антиковед и эпиграфист. Отличился своей ключевой работой в области текстовой критики над «Историей Августов», опубликованной в 1889 году, благодаря которой возникли основания считать, что этот текст древнеримской имперской истории был написан в условиях, сильно отличавшихся от тех, которые предполагались ранее.

## Биография
Он учился в Гумбольдтском университете Берлина, ученик Теодора Моммзена, получив свой докторат в 1877 в Страсбургском университете. От имени Corpus Incripument Latinarum (CIL) он путешествовал по Италии и Северной Африке. В 1884 г. получил хабилитацию как историк в Берлине, где впоследствии стал доцентом (1912 г.) и профессором (1917 г.) С 1900 по 1922 год он работал научным сотрудником Прусской академии наук.

## Литературные произведения
- "Über und Zeit Persönlichkeït der Scriptores historiae Augustae". In: "Hermes" 24 (1889), S. 337ff., online about Gallica.
- "Inscriptiones Latinae Selectae". 3 vols. in 5 Teilbänden. Weidmann, Berlin, 1892-1916.
- "Prosopographia Imperii Romani saec I. II. III. Edita consilio et avctoritate Academiae scientiarvm regiae borvssicae", 3 volumes, Berolini, apvd Georgivm Reaimervm, 1897-98 (with Elimar Klebs, Paul von Rohden).[4]
- "Geschichte der römisches Kaiserzeit." 2 vols. in 3 Teilbänden. Weidmann, Berlin, 1924-1930